# 878

## Догађаји
- 6. јануар — Краљ Алфред Велики је изненађен нападом Викинга на Чипенам. Приморан је да побегне, са својом пратњом, у равнице Самерсета ради своје безбедности. Из свог седишта у Ателнију, Алфред води герилски рат против Викинга.
- Битка код Едингтона: Алфред Велики одлучно побеђује главнину данских Викинга, предвођених краљем Гутрумом, код данашњег Едингтона.
- Гутрум пристаје на мировни споразум и прима хришћанство, узимајући име Етелстан. Енглеска је подељена између Весекса на југу и Викинга у Данелагу на северу. Гутрум се враћа у Источну Англију.

- 16. април - Први писани помен словенског имена Београд. Град Београд се помиње у папском писму Борису I, владару (кану) бугарског царства.
- 7. септембар – Папа Јован VIII крунише Луја Муцавца за краља Западнофраначког краљевства, у катедрали у Троау.